# Benediktos Adamantiades
Benediktos Adamantiades (Βενέδικτο Αδαμαντιάδη, ur. 1875 w Bursie, zm. 1962 w Atenach) – grecki lekarz. Studiował medycynę w Szkole Medycznej Uniwersytetu w Atenach, następnie specjalizował się w okulistyce w Paryżu w Hôtel-Dieu u M. DeLapersonne i w Quinze Vingts u Armanda Trousseau. Z powodu I wojny światowej zmuszony był wrócić do rodzinnej Bursy; służył w wojsku tureckim podczas walk o Dardanele jako lekarz wojskowy. W 1930 roku przedstawił przypadek choroby znanej dziś jako choroba Behçeta albo choroba Adamantiadesa-Behçeta. W jego dorobku naukowym znajduje się ponad 150 prac. W 1931 roku założył Greckie Towarzystwo Oftalmologiczne.
Miał adoptowaną córkę, Evgenię Rangavi, która została później pierwszą grecką okulistką.